# Bacteria pan
Bacteria pan är en insektsart som beskrevs av Ludwig Redtenbacher 1908. Bacteria pan ingår i släktet Bacteria och familjen Diapheromeridae. Inga underarter finns listade.